# Trans Mara
Trans Mara är ett av Kenyas 71 administrativa distrikt, och ligger i provinsen Rift Valley. År 1999 hade distriktet 170 591 invånare. Huvudorten är Kilgoris.